# لوکاس مودیسون
لوکاس مودیسون (سوئدی: Lukas Moodysson؛ زادهٔ ۱۷ ژانویهٔ ۱۹۶۹) نویسنده، کارگردان و فیلم‌نامه‌نویس اهل سوئد است. او از سال ۱۹۹۸ میلادی تاکنون مشغول فعالیت بوده‌است. از فیلمهایش آمال لعنتی و لیلیا تا ابد را می‌توان نام برد.